# Obervogteiamt Villingen
Das Obervogteiamt Villingen war in napoleonischer Zeit eine Verwaltungseinheit im Südosten des Landes Baden. Es bestand von 1807 bis 1810.

## Geschichte

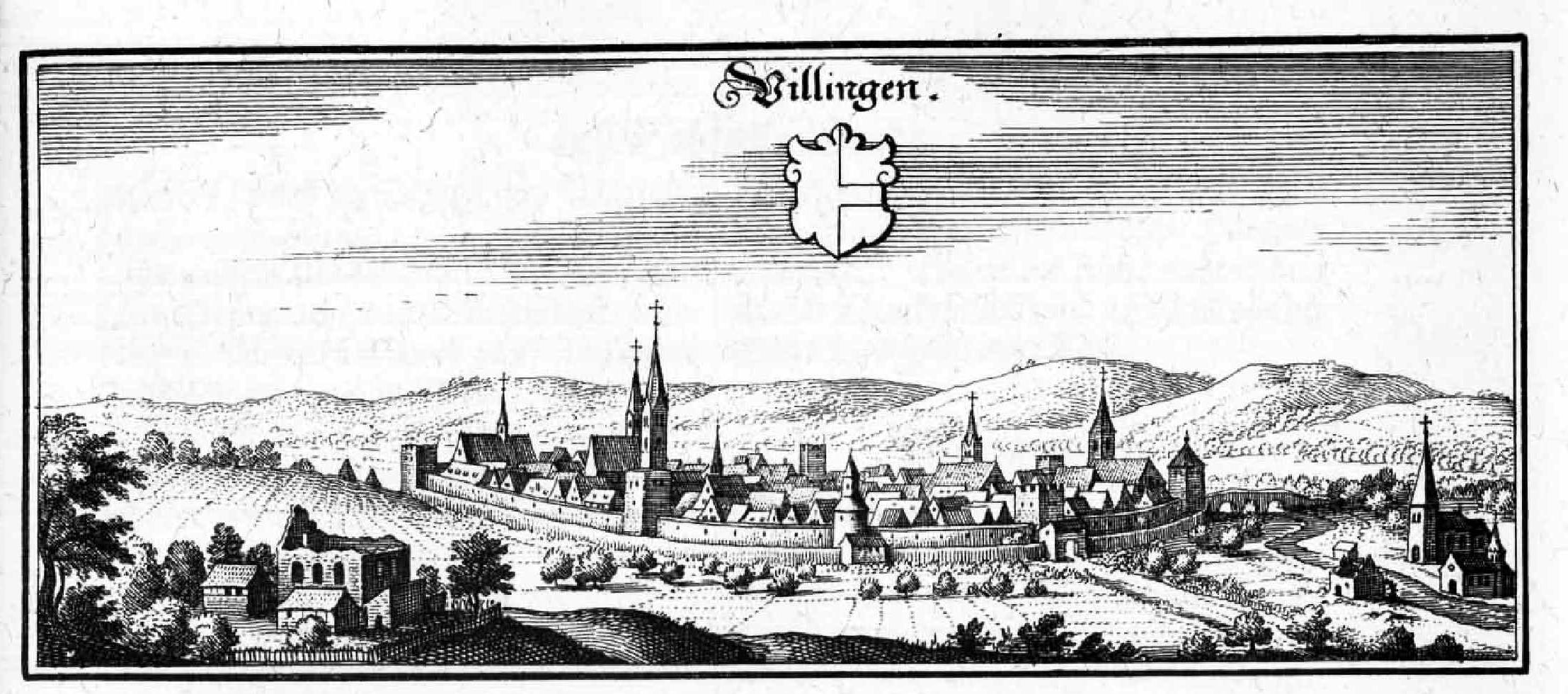
Villingen im 17. Jahrhundert, Stich von Merian

### Historischer Hintergrund
Die im Übergangsbereiches des südöstlichen Schwarzwaldes zur Baar am Ufer der Brigach gelegene Stadt Villingen, eine hochmittelalterliche Gründung der Zähringer, hatte seit Anfang des 14. Jahrhunderts unter der Herrschaft der Habsburger gestanden. Dort waren ihr einige weitere Ortschaften der Umgebung untergeordnet worden. Im Rahmen des vorderösterreichischen Breisgaus zählte sie zu den Breisgauer Landstände. Mit dem Pressburger Frieden 1805 fiel sie an Württemberg, mit Inkrafttreten der Rheinbundakte 1806 unter die Landeshoheit Badens.

### In badischer Zeit

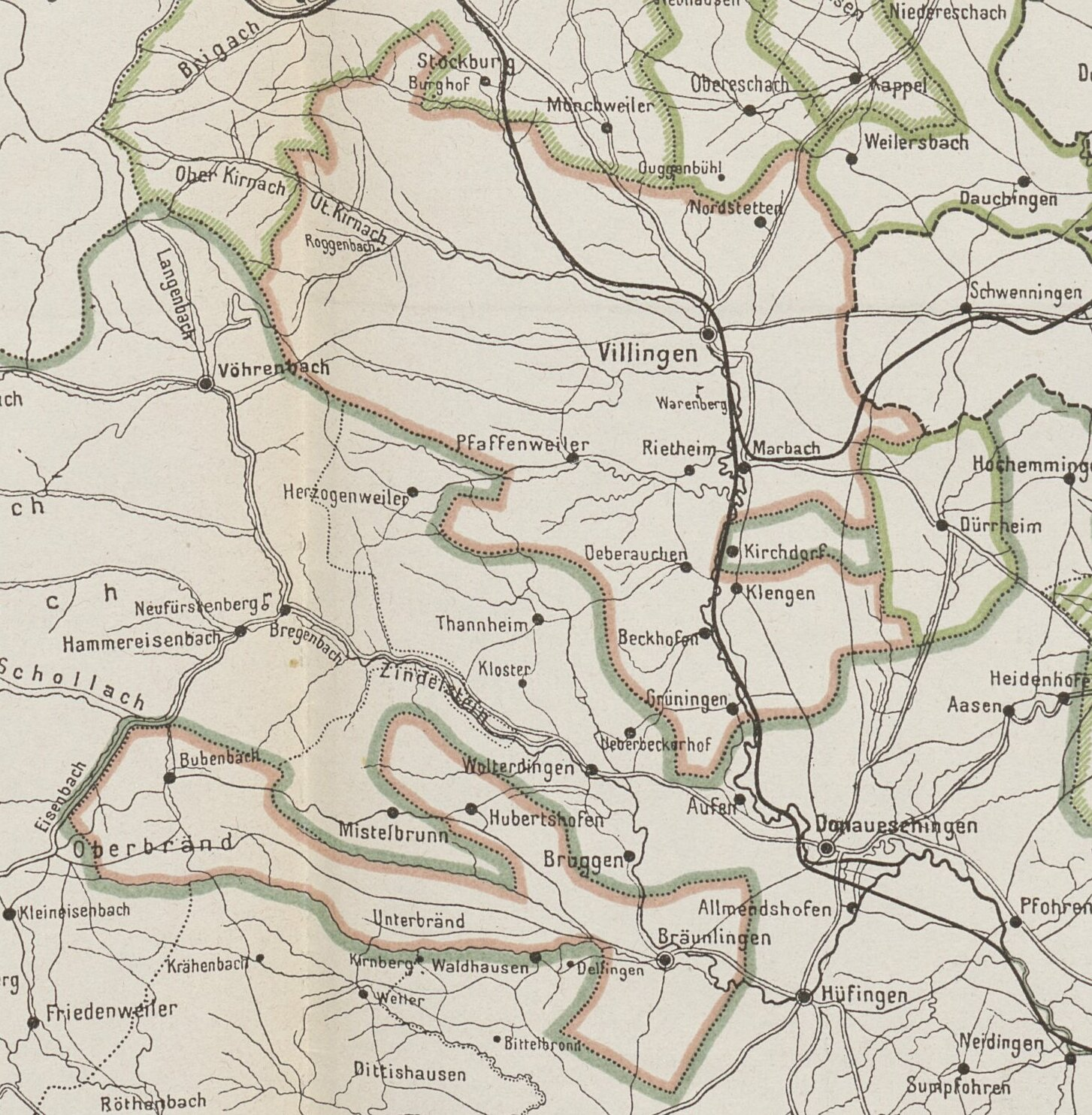
Orte des Obervogteiamtes

Die badische Regierung errichtete im Sommer 1807 das, aus zwei getrennten Teilen bestehende landesherrliche Obervogteiamt Villingen, dem sie noch einige weitere neu hinzugekommene Ortschaften zuordnete. Es umfasste neben den Städten Villingen (seit 1973 Teil von Villingen-Schwenningen) und Bräunlingen noch die Orte Unterkirnach, Überauchen, Grüningen, Riethen, Pfaffenweiler, Marbach, Klengen, Dürrheim, Obereschach, Neuhausen, Hubertshofen, Bubenbach, sowie Ober- und Unterbränd. Im Rahmen der neuen Verwaltungsstruktur des Landes wurde es der Provinz des Oberrheins, auch Badische Landgrafschaft genannt, zugeordnet. Mit der Leitung, unter dem Titel eines Hofrates, wurde der von Salm-Krautheim übernommene Philipp Anton von Jagemann beauftragt.
Im Dezember 1807 wurden dem Obervogteiamt Villingen die standesherrlichen Ämter Möhringen, Hüfingen, Donaueschingen und Vöhrenbach unterstellt. In Umsetzung des Novemberedikts von 1809 wurde diese Konstellation Anfang 1810 aufgehoben, die vier Ämter wurden den neu errichteten Kreisen zugewiesen. Zugleich entstand aus dem Obervogteiamt das Amt Villingen, das dem Donaukreis zugeteilt wurde.

## Weitere Entwicklung
Aus dem Amt Villingen ging 1813 das Bezirksamt Villingen hervor. Es wurde 1939 in den Landkreis Villingen umgewandelt. Bei dessen Auflösung Anfang 1973 wurde die Stadt Sitz des neu errichteten Schwarzwald-Baar-Kreis.